# Moedas de euro irlandesas
O Euro (EUR ou €) é a moeda comum para as nações que pertencem à União Europeia e que aderiram à zona Euro. As moedas de euro têm dois lados diferentes: um lado comum, europeu, mostrando o valor da moeda, e um lado nacional, mostrando um desenho escolhido pelo país membro da UE onde a moeda foi cunhada. Cada país membro tem um ou vários desenhos únicos a esse país.
Para visualizar as imagens do lado comum e para ter uma descrição detalhada das moedas, ver moedas de euro.

O euro (ISO 4217 Code: EUR, Unicode Symbol: €) é a moeda comum da Eurolândia no interior da União Europeia, incluindo a República da Irlanda. As moedas de euro têm dois lados diferentes:
- Cara: lado nacional - apresenta uma conceção própria ao estado membro da UE (União Europeia), frequentemente um símbolo nacional.
- Coroa: lado comum - apresenta a conceção e denominação normalizada da UE.

Para visualizar as imagens do lado comum e uma descrição detalhada das moedas, veja moedas de Euro. A face "cara" das moedas de Euro irlandesas é idêntica àquela apresentada atrás da libra irlandesa, com exceção do círculo com as 12 estrelas.
As moedas de Euro irlandesas compartilham a mesma imagem imaginada por Jarlath Hayes, a da harpa, um símbolo tradicional irlandês desde a Idade Média, baseado no símbolo da Harpa de Brian Boru, localizada no Trinity College de Dublin, e diz-se ter sido propriedade do antigo Alto Rei da Irlanda, Brian Boru. A mesma harpa é usada como símbolo oficial do Estado irlandês, o Grande Selo da Irlanda. As moedas também apresentam as 12 estrelas da UE, o ano de cunhagem e a palavra irlandesa para Irlanda, "Éire", no alfabeto gaélico tradicional.
| € 0,01                        | € 0,02                        | € 0,05                                                                                      |
| ----------------------------- | ----------------------------- | ------------------------------------------------------------------------------------------- |
|                               |                               |                                                                                             |
| A harpa tradicional irlandesa | A harpa tradicional irlandesa | A harpa tradicional irlandesa                                                               |
| € 0,10                        | € 0,20                        | € 0,50                                                                                      |
|                               |                               |                                                                                             |
| A harpa tradicional irlandesa | A harpa tradicional irlandesa | A harpa tradicional irlandesa                                                               |
| € 1,00                        | € 2,00                        | € 2 (rebordo)                                                                               |
|                               |                               | O rebordo apresenta o número "2" seis vezes alternadamente com **, num total de 12 estrelas |
| A harpa tradicional irlandesa | A harpa tradicional irlandesa |                                                                                             |